# Telegonia
A Telegonia (em grego clássico: Τηλεγόνεια or Τηλεγονία) é um poema épico perdido da Literatura da Grécia Antiga. É nomeado após Telégono, filho de Odisseu com Circe, cujo nome ("nascido longe") indica seu nascimento em Eéia, longe de Ítaca, terra natal de Odisseu. Era parte do Ciclo Épico de poemas que contavam os mitos da Guerra de Troia, assim como os eventos que a precederam e a sucederam. A história da Telegonia vem cronologicamente após a Odisseia e é o episódio final do Ciclo Épico. O poema foi por vezes atribuído na antiguidade clássica a Cinaetón de Esparta (século VIII a.C.), mas em uma fonte é dito ter sido roubado de Museu por Eugâmon de Cirene (século VI a.C.) (veja Poetas cíclicos). Seu conteúdo é conhecido a partir de resumos sobreviventes de autores posteriores, mais notavelmente Eutíquio Proclo. O poema compreendia dois livros de versos em hexâmetro datílico.

## Título
Na antiguidade clássica, a Telegonia pode também ter sido conhecida como Tesprócia (em grego: Θεσπρωτίς), que é referida uma vez por Pausânias no século II d.C.; alternativamente, a Tesprócia pode ter sido um nome para o primeiro livro da Telegonia, que se passa na Tesprócia. Tal nomeação de episódios isolados dentro de uma epopeia maior era prática comum para os antigos leitores das epopeias Homéricas.
Uma terceira possibilidade é que houvesse uma epopeia completamente separada chamada Tesprócia; e ainda uma quarta possibilidade é que a Telegonia e a Tesprócia fossem dois poemas separados que em algum estágio foram compilados em uma única Telegonia.

## Data
A data de composição da Telegonia é incerta. Cirene, a cidade natal do suposto autor Eugâmon, foi fundada em 631 a.C.; mas os detalhes narrativos podem ter existido antes da versão de Eugâmon, talvez até na tradição oral. Há uma possibilidade distinta de que o autor da Odisseia conhecesse pelo menos alguma versão da história da Telegonia (o episódio da Tesprócia e a lança incomum de Telégono na Telegonia podem ter sido baseados na profecia de Tirésias no livro 11 da Odisseia; mas também é possível que o poeta da Odisseia tenha usado a história de Telégono como base para a profecia de Tirésias). Acredita-se que o poema tenha sido composto no século VII ou mais comumente no século VI a.C., com o ano de 570 a.C. proposto como a data mais tardia possível.

## Conteúdo
Apenas duas linhas do texto original do poema sobrevivem. Para sua trama, dependemos principalmente de um resumo do mito de Telégono na Crestomatia de um tal "Proclo".
A Telegonia compreende dois episódios distintos: a viagem de Odisseu à Tesprócia e a história de Telégono. Provavelmente cada um dos dois livros da Telegonia relatava um desses episódios. O poema começa após os eventos descritos na Odisseia. De acordo com o resumo de Proclo, a Telegonia inicia com o enterro dos pretendentes de Penélope. Odisseu faz sacrifícios às Ninfas. Ele faz uma viagem a Élida, onde visita uma figura desconhecida chamada Políxeno, que lhe dá uma taça retratando a história de Trofônio. Odisseu retorna a Ítaca e então viaja para a Tesprócia, presumivelmente para fazer os sacrifícios ordenados por Tirésias no livro 11 da Odisseia. Lá, ele se casa com a rainha tesprócia Calídice, que lhe dá um filho, Polipetes. Odisseu luta pelos tesprócios em uma guerra contra os vizinhos Brigos; os deuses participam da guerra, Ares derrotando Odisseu e os tesprócios, contraposto por Atena, sempre protetora de Odisseu; Apolo intervém entre os deuses em combate. Mais tarde, após a morte de Calídice, Odisseu faz de seu filho Polipetes rei da Tesprócia e retorna a Ítaca.
Enquanto isso, revela-se que Circe, com quem Odisseu teve um caso por um ano na Odisseia (livros 10-12), deu à luz seu filho, Telégono (Τηλέγονος, "nascido longe"). Ele cresce vivendo com Circe na ilha de Eéia. Por conselho da deusa Atena, Circe lhe conta o nome de seu pai. Em um detalhe inserido no relato do Epítome da Biblioteca, ela dá a ele uma lança sobrenatural para se defender, que é equipada com o ferrão venenoso de uma arraia e foi feita pelo deus Hefesto. Uma tempestade força Telégono a Ítaca sem que ele perceba onde está. Como é costume para os heróis homéricos em terra hostil, ele comete pirataria e, sem saber, começa a roubar o gado de Odisseu. Odisseu vem defender sua propriedade. Durante a luta que se segue, Telégono mata Odisseu com sua lança incomum, cumprindo assim parcialmente a profecia de Tirésias no livro 11 da Odisseia de que a morte viria a Odisseu "do mar" (isto é, o veneno da arraia). (Em outro aspecto, no entanto, a morte de Odisseu contradiz a profecia de Tirésias, que previu (Od. 11.135) que uma "morte suave" viria a Odisseu "na velhice tranquila.") Enquanto Odisseu jaz morrendo, ele e Telégono se reconhecem, e Telégono lamenta seu erro. Telégono leva o corpo de seu pai, Penélope e o outro filho de Odisseu, Telêmaco, de volta a Eéia, onde Odisseu é enterrado e Circe torna os outros imortais. Telégono se casa com Penélope, e Telêmaco se casa com Circe.

## Tradições posteriores
De acordo com uma tradição helenística posterior, Circe trouxe Odisseu de volta à vida após sua morte, e ele arranjou para Telêmaco se casar com sua meia-irmã Cassífone, filha de Odisseu e Circe. Mas após uma briga com Circe, Telêmaco matou sua sogra, e em fúria Cassífone o matou, vingando assim o assassinato de sua mãe.
O fabulista romano do século I d.C. Higino difere de Proclo ao adicionar alguns detalhes. Primeiro, são tanto Odisseu quanto Telêmaco que se envolvem em combate com Telégono. Higino então acrescenta que Odisseu havia recebido um oráculo para ter cuidado com seu filho. Finalmente, Higino atribui a Telégono um filho chamado Ítalo, o fundador epônimo da Itália; e a Telêmaco ele atribui um filho chamado Latino, cujo nome foi dado à língua latina.
Numerosos poetas latinos fazem de Telégono o fundador de Preneste ou Túsculo, importantes cidades latinas.

## A invenção de Dante
Na Divina Comédia de Dante, na oitava bolgia do Inferno, Dante e seu guia encontram Ulisses entre os falsos conselheiros e recebem uma versão diferente da morte de Ulisses "vinda do mar", em uma jornada de cinco meses além dos Pilares de Hércules, que termina em um afogamento em redemoinho quando os marinheiros se aproximam da montanha do Purgatório. Nenhuma fonte grega estava disponível para Dante, apenas as recensões latinas de Dictys e Dares.
Entre as muitas óperas baseadas nos mitos de Odisseu e daqueles ao seu redor, há apenas uma baseada em Telégono, Telegono de Carlo Grua (estreada em Düsseldorf, 1697), da qual uma ária "Dia le mosse a miei contenti" pode ser notada. Intervenção divina, uma morte e múltiplos casamentos no final se combinavam facilmente com as convenções da opera seria.

## Edições
- Edições online (tradução em inglês):
  - Fragmentos do Ciclo Épico completo traduzido por H.G. Evelyn-White, 1914; edição Project Gutenberg
  - Theoi Project — Apolodoro, Epítome
  - Theoi Project — Higino, Fábula 127
- Edições impressas (grego):
  - A. Bernabé 1987, Poetarum epicorum Graecorum testimonia et fragmenta pt. 1 (Leipzig: Teubner)
  - M. Davies 1988, Epicorum Graecorum fragmenta (Göttingen: Vandenhoek & Ruprecht)
- Edições impressas (grego com tradução em inglês):
  - M.L. West 2003, Greek Epic Fragments (Cambridge, Massachusetts: Harvard University Press) ISBN 0-674-99605-4